# Стабильность!
Стабильность! (официальное название на русском языке; латыш. Stabilitātei!; буквально рус. За стабильность!; также S!) — латвийская политическая партия, основанная 26 февраля 2021 года. Его основали бывшие депутаты Рижской думы Алексей Росликов и Валерий Петров. Партия считает своей идеологией центризм.
В 2021 году партия организовала несколько акций протеста против обязательной вакцинации и ограничений, связанных с пандемией COVID-19 .

## История
Группа «За стабильность — Да!» была основана зимой 2021 года. Её основали 2 бывших депутата городского совета Риги, избранные по списку Социал-демократической партии «Согласие»: Алексей Росликов и Валерий Петров. На выборах в Рижскую думу в начале 2020 года оба значились в списке партии «Альтернатива», которая не получила мест в совете. По истечении десяти дней, отведенных на сбор подписей, в создании партии приняли участие 315 человек. На момент основания партия насчитывала 647 членов. За создание партии проголосовали единогласно, и партия была официально основана 26 февраля 2021 года.
Лидеры группы подчеркивали, что будут строить свободную от спонсоров политическую партию, которая будет способствовать стабилизации государства в качестве своей основной задачи. Они также объявили, что будут участвовать в местных выборах в 2021 году. Они заявили, что им наиболее близки по взглядам партии «Закон и порядок» и «Республика».
Партия баллотировалась на парламентских выборах в Латвии в 2022 году и выдвинула Алексея Росликова кандидатом на пост премьер-министра. Среди прочего, партия призывала к выходу из Евросоюза, достижению экономического суверенитета и энергетической независимости, поддерживала прямые президентские выборы, сокращение числа депутатов и мажоритарное голосование. Тезисы партии также предусматривали пересмотр налоговой политики, в том числе снижение НДС на продукты питания и лекарства. Что касается школ, то партия высказалась за право на образование на русском языке. Лидер избирательного списка Росликов охарактеризовал партию как центристскую, а эксперты указывают на её популистский профиль.